# Janet Maslin
Janet R. Maslin (New York, 12 augustus 1949) is een Amerikaanse journaliste, vooral bekend als film- en literatuurcriticus voor het Amerikaanse dagblad The New York Times. Ze werkte als filmcriticus voor The Times van 1977 tot 1999 en als literatuurcriticus van 2000 tot 2015, maar is nadien nog boeken voor de krant blijven recenseren.

## Biografie
Maslin studeerde in 1970 als bachelor wiskunde af aan de University of Rochester. Ze begon haar carrière als rockmuziekcriticus voor The Boston Phoenix en werd er vervolgens filmcriticus. Ze werkte ook als freelancer voor de tijdschriften Rolling Stone en Newsweek.
Maslin werd in 1977 filmcriticus voor The New York Times. Vanaf 1 december 1994 verving ze Vincent Canby als hoofdfilmcriticus. Maslin bleef tot 1999 films recenseren voor de krant. Haar filmkritische carrière is gedocumenteerd in de documentaire For the Love of Movies: The Story of American Film Criticism (2009). In de documentaire herinnert Entertainment Weekly-criticus Lisa Schwarzbaum aan de opwinding over het feit dat een vrouw hoofdrecensent bij The New York Times werd.
Van 1994 tot 2003 was Maslin een frequente gast in de PBS talkshow Charlie Rose. In totaal had ze zestien optredens in het programma, gaf ze haar inzichten in de films van de dag en voorspelde ze de Academy Awards. In 2000 hielp Maslin bij het oprichten van het Jacob Burns Film Center in Pleasantville, New York. Ze was president van de raad van bestuur.
Maslin bleef boeken recenseren voor The New York Times. Onder haar recensies waren veel ontdekkingen van toen nog onbekende misdaadschrijvers, de eerste Amerikaanse beoordeling van een Elena Ferrante-roman en een essay uit 2011 over Joyce Carol Oates, A Widow's Story, de memoires van de weduwe Joyce Carol Oates die enige controverse veroorzaakte. 
In het Nederlands taalgebied kreeg haar negatieve recensie van Het diner van Herman Koch persaandacht.
- Bibliothèque nationale de France: cb13595460g (data)
- International Standard Name Identifier: 0000 0000 3691 0955
- Library of Congress Control Number: n93054379
- Nationale Bibliotheek van Tsjechië: jo2013796568
- Nationale Bibliotheek van Israël: 987007366673205171
- Système universitaire de documentation: 172278945
- Virtual International Authority File: 74022448
- WorldCat: E39PBJrcm798FXJqRcCChvQQbd